# Abebaw Butako
Abebaw Butako, né le 20 avril 1987 à Addis-Abeba (Éthiopie), est un footballeur international éthiopien, qui évolue au poste de défenseur au sein du club du Saint-George SC.

## Biographie
En janvier 2013, il fait partie des 23 joueurs sélectionnés par Sewnet Bishaw pour participer à la phase finale de la Coupe d'Afrique des nations 2013 en Afrique du Sud.

## Palmarès
- Championnat d'Éthiopie :
  - Vainqueur en 2008, 2009, 2010 et 2012
  - Vice-champion en 2011
- Coupe d'Éthiopie :
  - Vainqueur en 2011
  - Finaliste en 2010